# Учбовий провулок (Київ)
Учбо́вий прову́лок — провулок у Голосіївському районі міста Києва, селище Мишоловка. Пролягає від Учбової вулиці до Трахтемирівської вулиці.

## Історія
Провулок виник у середині XX століття, складався зі Шкільного провулку та 753-ї Нової вулиці. Сучасна назва — з 1953 року.